# گرابینا (استان اوپوله)
گرابینا (به لهستانی:  Grabina) یک روستا در لهستان است که در گمینا بیاوا (استان اوپوله) واقع شده‌است.